# Feldmühle (Berg)
Feldmühle ist ein Gemeindeteil der Gemeinde Berg im Landkreis Hof (Oberfranken, Bayern).

## Geographie
Die Einöde befindet sich nördlich von Berg und Hadermannsgrün an der Mühlenstraße in Richtung Eisenbühl an einer nach Norden abfallenden Hanglage und am kanalisierten Zottelbach, der dann naturnah in Richtung Saale fließt und bei Pottiga in die Saale mündet.